# Stephan Keppel
Stephan Keppel (17 augustus 1973) is een Nederlands beeldend kunstenaar.

## Levensloop
Keppel studeerde aan de Koninklijke Academie van Beeldende Kunsten in Den Haag. Stedelijkheid is een weerkerend gegeven in zijn oeuvre.
In 2010 werd hij genomineerd voor de Bouw in Beeldprijs en in 2012 voor de Dutch Doc Awards. Keppels fotoboek Entre Entree werd in 2014 door het belangrijke Amerikaanse tijdschrift The Brooklyn Rail genoemd als een van de tien beste kunstboeken van het jaar. Het boek werd gemaakt tijdens zijn verblijf in de buitenwijken van Parijs, waar hij verbleef van april 2013 tot 2014.

## Werk
- Reprinting the City (2012)
- Entre Entree (2014)